# Cunaxa crista
Cunaxa crista är en spindeldjursart som beskrevs av Gupta och Paul 1985. Cunaxa crista ingår i släktet Cunaxa och familjen Cunaxidae. Inga underarter finns listade i Catalogue of Life.